# Brandenburgischer Landespokal 2013/14
Der Krombacher Pokal 2013/14 war die 24. Austragung des brandenburgischen Landespokals der Männer im Amateurfußball. Der FSV Optik Rathenow setzte sich, am 28. Mai 2014, im Finale gegen den SV Babelsberg 03 mit 3:1 durch und wurde, zum zweiten Mal, Landespokalsieger. Durch diesen Sieg qualifizierte sich der FSV Optik Rathenow für den DFB-Pokal 2014/15.
Das Endspiel fand im Stadion Vogelgesang in Rathenow statt.

## Termine
Die Spiele des brandenburgischen Landespokals wurden an folgenden Terminen ausgetragen:
Qualifikation: 27. – 28. Juli 2013

1. Hauptrunde: 2. – 7. August 2013

2. Hauptrunde: 6. – 8. September 2013

Achtelfinale: 12. Oktober 2013

Viertelfinale: 15. – 16. November 2013

Halbfinale: 16. April 2014

Finale: 28. Mai 2014

## Teilnehmende Mannschaften
Für den Brandenburgischen Landespokal 2013/14 qualifizierten sich alle brandenburgischen Mannschaften der Regionalliga Nordost, Oberliga Nordost, Brandenburg-Liga, Landesliga, sowie die 17 Kreispokalsieger. Ausnahme sind zweite Mannschaften höherklassiger Vereine.
Folgende Mannschaften nahmen in diesem Jahr am Brandenburgischen Landespokal teil (In Klammern ist die Ligaebene angegeben, in der der Verein spielt):
| Regionalliga Nordost brandenburgische Vertreter der Saison 2013/14 | Oberliga Nordost brandenburgische Vertreter der Saison 2013/14                                                                                      | Brandenburg-Liga 15 Vertreter der Saison 2013/14 | Landesliga Staffel Nord 16 Vertreter der Saison 2013/14 | Landesliga Staffel Süd 14 Vertreter der Saison 2013/14 |
| SV Babelsberg 03 (RL) FSV Optik Rathenow (RL) | FSV 63 Luckenwalde (OL) FSV Union Fürstenwalde (OL) FC Strausberg (OL) Brandenburger SC Süd 05 (OL) SV Altlüdersdorf (OL) RSV Waltersdorf 1909 (OL) | SV Germania 90 Schöneiche (VL) FC Stahl Brandenburg (VL) Werderaner FC Viktoria 1920 (VL) Märkischer SV 1919 Neuruppin (VL) FV Preussen Eberswalde (VL) SC Eintracht Miersdorf/Zeuthen (VL) Breesener SV Guben Nord (VL) SV Falkensee-Finkenkrug (VL) VfB Hohenleipisch 1912 (VL) SV Victoria Seelow (VL) Oranienburger FC Eintracht 1901 (VL) FC 98 Hennigsdorf (VL) TuS 1896 Sachsenhausen (VL) 1. FC Frankfurt (VL) SG Blau-Gelb Laubsdorf (VL) | RSV Eintracht 1949 (LL) SV Grün-Weiß Brieselang (LL) SV Schwarz-Rot Neustadt (Dosse) (LL) FSV Bernau (LL) TSV Chemie Premnitz (LL) Prenzlauer SV Rot-Weiß (LL) FC Schwedt 02 (LL) FSV Babelsberg 74 (LL) Schönwalder SV 53 (LL) SC Oberhavel Velten (LL) SG Michendorf (LL) FSV Forst Borgsdorf (LL) FK Hansa Wittstock 1919 (LL) FC Falkenthaler Füchse 1994 (LL) SC Victoria 1914 Templin (LL) Ludwigsfelder FC (LL) | Eisenhüttenstädter FC Stahl (LL) VfB 1921 Krieschow (LL) SV Wacker 09 Cottbus Ströbitz (LL) SV Blau-Weiß Petershagen-Eggersdorf (LL) 1.FC Guben (LL) FSV Glückauf Brieske-Senftenberg (LL) FSV Dynamo Eisenhüttenstadt (LL) FV Erkner 1920 (LL) SG Groß Gaglow (LL) SG Burg (LL) FV Blau-Weiß 90 Briesen/Mark (LL) MSV 19 Rüdersdorf (LL) BSC Preußen 07 Blankenfelde-Mahlow (LL) Neuzeller SV 1922 (LL) |
| Kreispokalsieger 17 Kreispokalsieger der Saison 2012/13 | | | | |
| Barnim SG Union Klosterfelde (LK) | Dahmeland FSV Eintracht 1910 Königs Wusterhausen (LK)                                                                                               | Elbe/Elster FC Bad Liebenwerda (LK) | Havelland 1 FSV Babelsberg 74 (LL) | Jüterbog/Luckenwalde 2 FSV 63 Luckenwalde III (KL) |
| Märkisch/Oderland SG 47 Bruchmühle (KL) | Niederlausitz 3 VfB 1921 Krieschow (LL) | Oberhavel SG Mildenberg 23 (LK) | Oder/Neiße SG Wiesenau 03 (LK) | Ostprignitz/Ruppin Langener SV 02 (KL) |
| Ostuckermark Heinersdorfer SV (KL) | Prignitz SSV Einheit Perleberg (LK) | Senftenberg SV Germania 1910 Ruhland (LK) | Spree Storkower SC (LK) | Spreewald SSV Alemannia Altdöbern (KL) |
| Westhavelland SG Lok Brandenburg (LK) | Westuckermark KSV Gollmitz (KL) | | | |
| Ligaebene in Klammern: • 3L = 3. Liga • RL = Regionalliga • OL = Oberliga • VL = Verbandsliga • LL = Landesliga • LK = Landesklasse • KOL = Kreisoberliga • KL = Kreisliga | | | | |

## Spielmodus
Der brandenburgische Landespokal 2013/14 wurde im K.-o.-System ausgetragen. Es wird zunächst versucht, in 90 Minuten einen Gewinner auszuspielen. Sollte es danach unentschieden stehen, kommt es wie in anderen Pokalwettbewerben zu einer dreißigminütigen Verlängerung. Sollte danach immer noch kein Sieger feststehen, wird dieser dann im Elfmeterschießen nach dem bekannten Muster ermittelt.

## Qualifikation
In der Qualifikationsrunde trafen 12 der 17 Kreispokalsieger aufeinander.
Die Vereine SG Union Klosterfelde, SG Eintracht Peitz, SG Wiesenau 03, Heinersdorfer SV, SSV Einheit Perleberg erhielten, für die Qualifikationsrunde, je ein Freilos.
| Datum      |                              | Ergebnis |                                             |
| ---------- | ---------------------------- | -------- | ------------------------------------------- |
| 27.07.2013 | KSV Gollmitz (KL)            | 2:1      | SG Mildenberg 23 (LK)                       |
| 27.07.2013 | SG 47 Bruchmühle (KL)        | 4:2      | Storkower SC (LK)                           |
| 27.07.2013 | VfB Trebbin (KL)             | 5:1      | FC Bad Liebenwerda (LK)                     |
| 27.07.2013 | SSV Alemannia Altdöbern (KL) | 5:3      | SV Germania 1910 Ruhland (LK)               |
| 27.07.2013 | Langener SV 02 (KL)          | 3:0      | SG Lok Brandenburg (LK)                     |
| 28.07.2013 | ESV Lok Seddin (KL)          | 1:0      | FSV Eintracht 1910 Königs Wusterhausen (LK) |

## 1. Hauptrunde
An der 1. Hauptrunde nahmen die Sieger der Qualifikationsrunde und die restlichen 58 Mannschaften teil.
| Datum      |                                          | Ergebnis              |                                      |
| ---------- | ---------------------------------------- | --------------------- | ------------------------------------ |
| 27.07.2013 | SV Schwarz-Rot Neustadt (Dosse) (LL)     | 0:6                   | FSV Optik Rathenow (RL)              |
| 02.08.2013 | FC Falkenthaler Füchse 1994 (LL)         | 2:3                   | FV Preussen Eberswalde (VL)          |
| 02.08.2013 | FSV Dynamo Eisenhüttenstadt (LL)         | 01:12                 | FC Strausberg (OL)                   |
| 02.08.2013 | FK Hansa Wittstock 1919 (LL)             | 1:1 n. V. (2:5 i. E.) | Brandenburger SC Süd 05 (OL)         |
| 02.08.2013 | FSV Bernau (LL)                          | 2:1                   | MSV 19 Rüdersdorf (LL)               |
| 03.08.2013 | SG Union Klosterfelde (LK)               | 1:3                   | SV Victoria Seelow (VL)              |
| 03.08.2013 | SG Eintracht Peitz (LK)                  | 0:2                   | Breesener SV Guben Nord (VL)         |
| 03.08.2013 | SG Wiesenau 03 (LK)                      | 1:5                   | SV Germania 90 Schöneiche (VL)       |
| 03.08.2013 | SSV Einheit Perleberg (LK)               | 0:3                   | SV Falkensee-Finkenkrug (VL)         |
| 03.08.2013 | SV Grün-Weiß Brieselang (LL)             | 1:3 n. V.             | FC 98 Hennigsdorf (VL)               |
| 03.08.2013 | VfB 1921 Krieschow (LL)                  | 1:4                   | FSV 63 Luckenwalde (OL)              |
| 03.08.2013 | FSV Babelsberg 74 (LL)                   | 0:6                   | RSV Waltersdorf 1909 (OL)            |
| 03.08.2013 | Prenzlauer SV Rot-Weiß (LL)              | 2:8                   | SV Altlüdersdorf (OL)                |
| 03.08.2013 | SG Groß Gaglow (LL)                      | 1:3                   | VfB Hohenleipisch 1912 (VL)          |
| 03.08.2013 | FV Erkner 1920 (LL)                      | 0:1                   | RSV Eintracht 1949 (LL)              |
| 03.08.2013 | Schönwalder SV 53 (LL)                   | 0:3                   | FSV Union Fürstenwalde (OL)          |
| 03.08.2013 | SG Michendorf (LL)                       | 4:1                   | FSV Forst Borgsdorf (LL)             |
| 03.08.2013 | 1.FC Guben (LL)                          | 1:2                   | SC Eintracht Miersdorf/Zeuthen (VL)  |
| 03.08.2013 | BSC Preußen 07 Blankenfelde-Mahlow (LL)  | 1:3                   | FC Stahl Brandenburg (VL)            |
| 03.08.2013 | TSV Chemie Premnitz (LL)                 | 1:2                   | TuS 1896 Sachsenhausen (VL)          |
| 03.08.2013 | FV Blau-Weiß 90 Briesen (LL)             | 0:2                   | Werderaner FC Viktoria 1920 (VL)     |
| 03.08.2013 | SG Burg (LL)                             | 4:6                   | 1. FC Frankfurt (VL)                 |
| 03.08.2013 | SSV Alemannia Altdöbern (KL)             | 1:2                   | SV Wacker 09 Cottbus Ströbitz (LL)   |
| 03.08.2013 | KSV Gollmitz (KL)                        | 0:3                   | FC Schwedt 02 (LL)                   |
| 03.08.2013 | ESV Lok Seddin (KL)                      | 1:2                   | Eisenhüttenstädter FC Stahl (LL)     |
| 03.08.2013 | Langener SV 02 (KL)                      | 1:4                   | SC Oberhavel Velten (LL)             |
| 03.08.2013 | VfB Trebbin (KL)                         | 1:3                   | Ludwigsfelder FC (LL)                |
| 03.08.2013 | SG 47 Bruchmühle (KL)                    | 3:0                   | SC Victoria 1914 Templin (LL)        |
| 03.08.2013 | Heinersdorfer SV (KL)                    | 3:6                   | Oranienburger FC Eintracht 1901 (VL) |
| 04.08.2013 | Neuzeller SV 1922 (LL)                   | 1:4                   | SG Blau-Gelb Laubsdorf (VL)          |
| 04.08.2013 | SV Blau-Weiß Petershagen/Eggersdorf (LL) | 0:2                   | Märkischer SV 1919 Neuruppin (VL)    |
| 07.08.2013 | FSV Glückauf Brieske/Senftenberg (LL)    | 0:6                   | SV Babelsberg 03 (RL)                |

## 2. Hauptrunde
An der 2. Hauptrunde nahmen die 32 Sieger der 1. Hauptrunde teil.
| Datum      |                                    | Ergebnis |                                      |
| ---------- | ---------------------------------- | -------- | ------------------------------------ |
| 06.09.2013 | Märkischer SV 1919 Neuruppin (VL)  | 1:3      | SV Altlüdersdorf (OL)                |
| 06.09.2013 | FV Preussen Eberswalde (VL)        | 1:2      | SV Babelsberg 03 (RL)                |
| 06.09.2013 | FC Stahl Brandenburg (VL)          | 0:6      | FSV 63 Luckenwalde (OL)              |
| 07.09.2013 | SG 47 Bruchmühle (KL)              | 3:1      | 1. FC Frankfurt (VL)                 |
| 07.09.2013 | FSV Bernau (LL)                    | 0:3      | SV Victoria Seelow (VL)              |
| 07.09.2013 | TuS 1896 Sachsenhausen (VL)        | 2:0      | Brandenburger SC Süd 05 (OL)         |
| 07.09.2013 | SG Blau-Gelb Laubsdorf (VL)        | 1:0      | RSV Waltersdorf 1909 (OL)            |
| 07.09.2013 | Eisenhüttenstädter FC Stahl (LL)   | 2:0      | FSV Union Fürstenwalde (OL)          |
| 07.09.2013 | RSV Eintracht 1949 (LL)            | 2:1      | SV Falkensee-Finkenkrug (VL)         |
| 07.09.2013 | Werderaner FC Viktoria 1920 (VL)   | 1:0      | FC 98 Hennigsdorf (VL)               |
| 07.09.2013 | SC Oberhavel Velten (LL)           | 2:8      | SC Eintracht Miersdorf/Zeuthen (VL)  |
| 07.09.2013 | Breesener SV Guben Nord (VL)       | 2:4      | FC Strausberg (OL)                   |
| 07.09.2013 | SG Michendorf (LL)                 | 1:5      | SV Germania 90 Schöneiche (VL)       |
| 07.09.2013 | SV Wacker 09 Cottbus Ströbitz (LL) | 0:6      | VfB Hohenleipisch 1912 (VL)          |
| 07.09.2013 | FC Schwedt 02 (LL)                 | 3:2      | Oranienburger FC Eintracht 1901 (VL) |
| 08.09.2013 | Ludwigsfelder FC (LL)              | 0:3      | FSV Optik Rathenow (RL)              |

## Achtelfinale
Am Achtelfinale nahmen die 16 Sieger der 2. Hauptrunde teil.
| Datum      |                                     | Ergebnis              |                                  |
| ---------- | ----------------------------------- | --------------------- | -------------------------------- |
| 12.10.2013 | SC Eintracht Miersdorf/Zeuthen (VL) | 3:6                   | SV Babelsberg 03 (RL)            |
| 12.10.2013 | Werderaner FC Viktoria 1920 (VL)    | 2:2 n. V. (4:6 i. E.) | SV Germania 90 Schöneiche (VL)   |
| 12.10.2013 | VfB Hohenleipisch 1912 (VL)         | 1:1 n. V. (4:6 i. E.) | SV Victoria Seelow (VL)          |
| 12.10.2013 | FC Schwedt 02 (LL)                  | 1:2                   | FC Strausberg (OL)               |
| 12.10.2013 | TuS 1896 Sachsenhausen (VL)         | 1:1 n. V. (4:3 i. E.) | SV Altlüdersdorf (OL)            |
| 12.10.2013 | FSV 63 Luckenwalde (OL)             | 3:5 n. V.             | FSV Optik Rathenow (RL)          |
| 12.10.2013 | SG 47 Bruchmühle (KL)               | 2:4 n. V.             | Eisenhüttenstädter FC Stahl (LL) |
| 12.10.2013 | RSV Eintracht 1949 (LL)             | 5:2                   | SG Blau-Gelb Laubsdorf (VL)      |

## Viertelfinale
Am Viertelfinale nahmen die acht Sieger des Achtelfinales teil.
| Datum      |                                  | Ergebnis              |                                |
| ---------- | -------------------------------- | --------------------- | ------------------------------ |
| 15.11.2013 | Eisenhüttenstädter FC Stahl (LL) | 2:2 n. V. (6:4 i. E.) | SV Victoria Seelow (VL)        |
| 16.11.2013 | TuS 1896 Sachsenhausen (VL)      | 1:1 n. V. (3:4 i. E.) | FSV Optik Rathenow (RL)        |
| 16.11.2013 | RSV Eintracht 1949 (LL)          | 0:1                   | SV Germania 90 Schöneiche (VL) |
| 16.11.2013 | FC Strausberg (OL)               | 0:2                   | SV Babelsberg 03 (RL)          |

## Halbfinale
Am Halbfinale nahmen die vier Sieger des Viertelfinales teil.
| Datum      |                                  | Ergebnis  |                         |
| ---------- | -------------------------------- | --------- | ----------------------- |
| 16.04.2014 | SV Germania 90 Schöneiche (VL)   | 0:1 n. V. | SV Babelsberg 03 (RL)   |
| 16.04.2014 | Eisenhüttenstädter FC Stahl (LL) | 1:2 n. V. | FSV Optik Rathenow (RL) |

## Finale
| FSV Optik Rathenow                                          | FSV Optik Rathenow | SV Babelsberg 03 | SV Babelsberg 03 |
| ----------------------------------------------------------- | --- | --- | ---------------- |
| FSV Optik Rathenow                                          | \| 28. Mai 2014 um 18:30 Uhr in Rathenow (Stadion Vogelgesang) \| \| Ergebnis: 3:1 (1:0)[1] \| \| Zuschauer: 1.695 \| \| Schiedsrichter: Norbert Giese \| \| Spielbericht \|                                                                               | \| 28. Mai 2014 um 18:30 Uhr in Rathenow (Stadion Vogelgesang) \| \| Ergebnis: 3:1 (1:0)[1] \| \| Zuschauer: 1.695 \| \| Schiedsrichter: Norbert Giese \| \| Spielbericht \|                                                                          | SV Babelsberg 03 |
| FSV Optik Rathenow                                          | Selvedin Begzadic – Mario Manu Delvalle Silva , Marcel Bahr, Benjamin Wilcke – Jerome Leroy, Hakan Cankaya, Leon Hellwig (80. Jakob Regulski), Süleyman Kapan – Dejan Kalan, Egzon Ismaili, Sebastian Huke (62. Onur Uslucan) Cheftrainer: Mario Schmeling | Marvin Gladrow – Severin Mihm, Zlatko Hebib, Sascha Rode (84. Maximilian Zimmer) – Manuel Moral Fuster (24. Kai Druschky), Tezcan Karabulut, Julian Prochnow, Dennis Lemke, Daniel Becker – Christopher Blazynski , Lovro Sindik Cheftrainer: Cem Efe | SV Babelsberg 03 |
| FSV Optik Rathenow                                          | 1:0 Süleyman Kapan (7.) 2:1 Jerome Leroy (82.) 3:1 Süleyman Kapan (86.) | 1:1 Dennis Lemke (54.) | SV Babelsberg 03 |
| FSV Optik Rathenow                                          | Hakan Cankaya, Süleyman Kapan | Zlatko Hebib, Daniel Becker, Christopher Blazynski | SV Babelsberg 03 |
| FSV Optik Rathenow                                          | Tezcan Karabulut | | SV Babelsberg 03 |
| FSV Optik Rathenow                                          | Spieler des Spiels: Süleyman Kapan – FSV Optik Rathenow | | SV Babelsberg 03 |
| 28. Mai 2014 um 18:30 Uhr in Rathenow (Stadion Vogelgesang) | | |                  |
| Ergebnis: 3:1 (1:0)                                         | | |                  |
| Zuschauer: 1.695                                            | | |                  |
| Schiedsrichter: Norbert Giese                               | | |                  |
| Spielbericht                                                | | |                  |

## Beste Torschützen
Nachfolgend sind die besten Torschützen des brandenburgischen Landespokals aufgeführt.
| Rang | Spieler           | Klub                        | Tore |
| ---- | ----------------- | --------------------------- | ---- |
| 1    | Benjamin Dowall   | FSV 63 Luckenwalde          | 7    |
|      | Martin Wunderlich | FC Strausberg               | 7    |
| 3    | Süleyman Kapan    | FSV Optik Rathenow          | 6    |
| 4    | Marcus Kerl       | Eisenhüttenstädter FC Stahl | 5    |
|      | Heiko Schwarz     | SV Babelsberg 03            | 5    |
|      | Paul Werner       | VfB Hohenleipisch 1912      | 5    |
| 7    | David Karlsch     | SV Germania 90 Schöneiche   | 4    |
|      | Sebastian Läser   | SSV Alemannia Altdöbern     | 4    |
|      | Robert Vsetycek   | FC Strausberg               | 4    |

## Der Landespokalsieger im DFB-Pokal 2014/15
| Datum      | Heim                    | Ergebnis | Auswärts          | Runde         |
| ---------- | ----------------------- | -------- | ----------------- | ------------- |
| 16.08.2014 | FSV Optik Rathenow (OL) | 1:3      | FC St. Pauli (2L) | 1. Hauptrunde |